# Monique Spaziani
Monique Spaziani (Montréal, 16 dicembre 1957) è un'attrice canadese.

## Biografia
Spaziani ha conseguito un diploma al Conservatorio d'arte drammatica di Montreal. È stata nominata tre volte ai Genie Award come miglior attrice, ricevendo nomination al 3º Genie Awards nel 1982 per Les Beaux souvenirs, al 7º Genie Awards nel 1986 per Le Matou e al 10º Genie Awards nel 1989 per Le porte girevoli.

## Vita privata
È stata la compagna del regista Francis Mankiewicz, fino alla sua morte nel 1993. Successivamente si è sposata con l'attore Emmanuel Bilodeau. Sua figlia Philomène Bilodeau è un'attrice, che ha recitato nella serie televisiva Toute la vie.